# Amfidromie

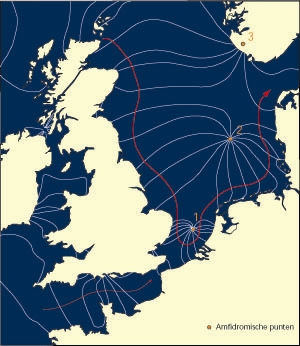
Afbeelding met de amfidromische punten in de Noordzee. Van Getij.nl.

Een amfidromie is een punt in de zee waar er geen getij is. Onder invloed van het corioliseffect draait de getijgolf rond dit punt. Er staat wel wat stroming als de waterstand rond het punt niet gelijk is.
De waterhoogtelijnen (plaatsen met op hetzelfde moment dezelfde waterhoogte) staan bij amfidromische punten tegenover elkaar. Dus is de waterhoogte in het amfidromische punt het gemiddelde tussen hoog en laag water. Doordat er langs de ene kant hoog en langs de andere kant laag water is, bestaat er toch nog een stroming door het amfidromisch punt heen, namelijk van de 'hoge' kant naar de 'lage' kant.
In de Noordzee zijn er twee amfidromische punten: een voor de westkust van Nederland en een voor de westkust van Denemarken.